# Kommunalwahlen im Saarland 2024
Die Kommunalwahlen im Saarland 2024 fanden am 9. Juni des Jahres, am selben Tag wie die Europawahl, statt. Auch die letzten Kommunalwahlen 2019 waren gemeinsam mit der Europawahl durchgeführt worden.
Zu wählen waren die Kreistage der fünf Landkreise und des Regionalverbandes Saarbrücken, die Mitglieder der Stadt- und Gemeinderäte und von Orts- und Bezirksräten sowie die Ortsvorsteher. Hinzu kamen dort, wo ihre zehnjährige Amtszeit abgelaufen war, die Bürgermeister und Landräte.

## Ausgangslage
Das amtliche Landesendergebnis der Kommunalwahl für Regionalversammlungs- und Kreistagswahlen 2019:
| Partei                                            | Prozent (Veränderung zu 2014) |
| ------------------------------------------------- | ----------------------------- |
| Christlich Demokratische Union Deutschlands (CDU) | 34,0 (−4,3)                   |
| Sozialdemokratische Partei Deutschlands (SPD)     | 30,0 (−4,7)                   |
| Bündnis 90/Die Grünen (GRÜNE)                     | 12,6 (+6,5)                   |
| Alternative für Deutschland (AfD)                 | 8,6 (+3,2)                    |
| Die Linke (DIE LINKE.)                            | 7,5 (+0,2)                    |
| Freie Demokratische Partei (FDP)                  | 4,2 (+1,8)                    |
| Familien-Partei Deutschlands (FAMILIE)            | 0,6 (±0,0)                    |
| Piratenpartei Deutschland (PIRATEN)               | 0,6 (−1,8)                    |
| Freie Wähler (FREIE WÄHLER)                       | 0,5 (+0,5)                    |
| Ökologisch-Demokratische Partei (ÖDP)             | 0,3 (+0,3)                    |
| Nationaldemokratische Partei Deutschlands (NPD)   | 0,2 (−0,7)                    |
| Wählergruppen                                     | 1,0 (+0,3)                    |

Die Wahlbeteiligung lag bei 63,6 Prozent (+11,1 Prozentpunkte gegenüber 2014).

## Parteien

### Kandidaturen
Folgende Parteien hatten ihre Kandidatur angekündigt:
- Christlich Demokratische Union Deutschlands
- Sozialdemokratische Partei Deutschlands
- Bündnis 90/Die Grünen
- Die Linke
- Alternative für Deutschland
- Freie Demokratische Partei
- Freie Wähler
- Bündnis Sahra Wagenknecht
- Bunt.saar
- Familien-Partei Deutschlands
- FWG Saarpfalz-Kreis (Saar-Pfalz-Kreis)
- Saarland für Alle (Regionalverband Saarbrücken)

### Besonderheiten
Die AfD konnte sowohl bei der Wahl zur Regionalversammlung Saarbrücken als auch bei der Stadtratswahl nicht antreten. Die AfD hatte beim Gemeindewahlausschuss und beim Kreiswahlausschuss zwei verschiedene Listen vorgelegt, da sich die innerparteilichen Lager um den ehemaligen Landtagsabgeordneten Rudolf Müller auf der einen und um Landeschef Carsten Becker nicht auf eine gemeinsame Liste einigen konnten. Dies führte in beiden Ausschüssen zur Ungültigkeit, da Mehrfachbewerbungen der ein und derselben Partei nicht zulässig sind.
Als erster parteiunabhängiger Oberbürgermeister im Saarland wurde Stephan Tautz bei der Stichwahl am 23. Juni 2024 in Völklingen mit 57,06 % der Stimmen gewählt.

## Ergebnisse der Kommunalwahlen

### Landesergebnis
Das vorläufige amtliche Landesendergebnis der Kommunalwahl für Regionalversammlungs- und Kreistagswahlen:
| Partei                                            | Prozent (Veränderung zu 2019) |
| ------------------------------------------------- | ----------------------------- |
| Christlich Demokratische Union Deutschlands (CDU) | 34,4 (+0,4)                   |
| Sozialdemokratische Partei Deutschlands (SPD)     | 29,9 (−0,1)                   |
| Alternative für Deutschland (AfD)                 | 10,4 (+1,9)                   |
| Bündnis 90/Die Grünen (GRÜNE)                     | 7,3 (−5,3)                    |
| Die Linke (DIE LINKE.)                            | 4,1 (−3,4)                    |
| Freie Demokratische Partei (FDP)                  | 3,9 (−0,4)                    |
| Bündnis Sahra Wagenknecht (BSW)                   | 3,6 (+3,6)                    |
| Freie Wähler (FREIE WÄHLER)                       | 3,5 (+3,0)                    |
| FWG Saarpfalz-Kreis                               | 0,9 (+0,2)                    |
| bunt.saar                                         | 0,7 (+0,7)                    |
| SfA Saarbrücken                                   | 0,7 (+0,4)                    |
| Familien-Partei Deutschlands (FAMILIE)            | 0,6 (+0,1)                    |

Die Wahlbeteiligung lag bei 65 Prozent (+1,4 Prozentpunkte gegenüber 2019).

## Direktwahlen
Am 9. Juni kam es zu 22 Direktwahlen. Dies betraf den Direktor des Regionalverbandes Saarbrücken, die Landräte der Landkreise Neunkirchen, St. Wendel und Saarpfalz, die Oberbürgermeister von Völklingen, Saarlouis und Homburg sowie die Bürgermeister der Städte und Gemeinden Quierschied, Schwalbach, Kirkel, Merchweiler, Mettlach, Beckingen, Perl, Saarwellingen, Namborn, Marpingen, Wadern, St. Wendel, Schiffweiler, Dillingen/Saar und Oberthal. Es kam zu sieben Stichwahlen am 23. Juni.
| Kommune                       | Amtsinhaber                 | Erster Wahlgang | Zweiter Wahlgang                                                                 | Ref.                        |
| Regionalverband Saarbrücken   | Regionalverband Saarbrücken | Regionalverband Saarbrücken | Regionalverband Saarbrücken                                                      | Regionalverband Saarbrücken |
| ----------------------------- | --------------------------- | --- | -------------------------------------------------------------------------------- | --------------------------- |
| Regionalverbandsdirektor      | Peter Gillo (SPD)           | Carolin Lehberger (SPD) – 37,72 % Ralph Schmidt (CDU) – 35,6 % Anne Lahoda (GRÜNE) – 9,87 % Manfred Klasen (LINKE) – 9,56 % Roland Köng (FDP) – 7,79 %                                               | Carolin Lehberger (SPD) – 53,36 % Ralph Schmidt (CDU) – 46,64 %                  | [ 6 ] [ 7 ]                 |
| Völklingen (OB)               | Christiane Blatt (SPD)      | Stephan Tautz (Wir Bürger Völklingen) – 36,74 % Christiane Blatt (SPD) – 29,5 % Christof Sellen (CDU) – 24,4 % Reinhold Adams (unabh.) – 9,33 %                                                      | Stephan Tautz (Wir Bürger Völklingen) – 57,06 % Christiane Blatt (SPD) – 42,94 % | [ 8 ] [ 9 ]                 |
| Quierschied (Bürgermeister)   | Lutz Maurer (parteilos)     | Lutz Maurer (parteilos) – 90,36 % Uwe Beyer (Linke) – 9,64 % | –                                                                                | [ 10 ]                      |
| Schwalbach (Bürgermeister)    | Hans-Joachim Neumeyer (CDU) | David Maaß (SPD) – 41,07 % Markus Weber (parteilos) – 49,20 % Uwe Jung (AfD) – 9,74 % | Markus Weber (parteilos) – 57,3 % David Maaß (SPD) – 42,7 %                      | [ 11 ] [ 12 ]               |
| Landkreis Neunkirchen         |                             | |                                                                                  |                             |
| Landrat                       | Sören Meng (SPD)            | Sören Meng (SPD) – 52,88 % Markus Groß (CDU) – 29,83 % Christoph Schaufert (AfD) – 17,29 % | –                                                                                | [ 13 ]                      |
| Merchweiler (Bürgermeister)   | Patrick Weydmann (SPD)      | Sebastian Maas (CDU) – 50,91 % Patrick Weydmann – 49,09 % | –                                                                                | [ 14 ]                      |
| Schiffweiler (Bürgermeister)  | Markus Fuchs (SPD)          | Cedric Jochum (CDU) – 45,54 % Dominik Dietz (SPD) – 42,51 % Ado Zimiḉ (Freie Bürgerliste) – 11,95 %                                                                                                  | Cedric Jochum (CDU) – 62,6 % Dominik Dietz (SPD) – 37,4 %                        | [ 15 ] [ 16 ]               |
| Landkreis Merzig-Wadern       |                             | |                                                                                  |                             |
| Beckingen (Bürgermeister)     | Thomas Collmann (SPD)       | Thomas Collmann (SPD) – 75,78 % ohne Gegenkandidat | –                                                                                | [ 17 ]                      |
| Mettlach (Bürgermeister)      | Daniel Kiefer (SPD)         | Daniel Kiefer (SPD) – 57,17 % Manuel Kerber (CDU) – 36,07 % Rainer Weber (FDP) – 6,77 % | –                                                                                | [ 18 ]                      |
| Perl (Bürgermeister)          | Ralf Uhlenbruch (CDU)       | Ralf Uhlenbruch (CDU) – 59,84 % Michael Fixemer (SPD) – 32,49 % Michael Brestak (FDP) – 7,67 % | –                                                                                | [ 19 ]                      |
| Wadern (Bürgermeister)        | Jochen Kuttler (parteilos)  | Jochen Kuttler (parteilos) – 64,6 % Kathrin Müller (CDU) – 35,4 % | –                                                                                | [ 20 ]                      |
| Landkreis Saarlouis           |                             | |                                                                                  |                             |
| Saarlouis (Oberbürgermeister) | Peter Demmer (SPD)          | Florian Schäfer (SPD) – 42,92 % Marc Speicher (CDU) – 42,15 % Carsten Becker (AfD) – 11,2 % Gudrun Bierbrauer-Haupenthal (FDP) – 3,78 %                                                              | Marc Speicher (CDU) – 53 % Florian Schäfer (SPD) – 47 %                          | [ 21 ] [ 22 ] [ 23 ]        |
| Dillingen (Bürgermeister)     | Franz-Josef Berg (CDU)      | Christian Finkler (CDU) – 51,81 % Gerrit Müller (SPD) – 21,47 % Thorsten Ewen (parteilos) – 21,32 % Helge Lorenz (FDP) – 5,4 %                                                                       | –                                                                                | [ 24 ]                      |
| Saarwellingen (Bürgermeister) | Manfred Schwinn (SPD)       | Horst Brünnet (FW) – 51 % Stephan Gratz (parteilos) – 29,9 % Gero Müller-Adams (SPD) – 19,1 % | –                                                                                | [ 25 ]                      |
| Saarpfalz-Kreis               |                             | |                                                                                  |                             |
| Homburg (Oberbürgermeister)   | Rüdiger Schneidewind (SPD)  | Michael Forster (CDU) – 43,29 % Pascal Conigliaro (SPD) – 29,58 % Markus Loew (AfD) – 14,47 % Marc Piazolo (Grüne) – 10,48 % Rüdiger Schneidewind (parteilos) – 6,47 % Bruno Leiner (Linke) – 4,72 % | Michael Forster (CDU) – 64 % Pascal Conigliaro (SPD) – 36 %                      | [ 26 ] [ 27 ]               |
| Landrat                       | Theophil Gallo (SPD)        | Frank John (SPD) – 42,66 % Klaus Ludwig Fess (CDU) – 31,88 % Christian Wirth (AfD) – 16,54 Barbara Spaniol (Linke) – 8,92 %                                                                          | Frank John (SPD) – 61 % Klaus Ludwig Fess (CDU) – 39 %                           | [ 28 ] [ 29 ]               |
| Kirkel (Bürgermeister)        | Frank John (SPD)            | Dominik Hochlenert (CDU) – 58,39 % Dennis Jahnke (SPD) – 31,68 % Carsten Betz (FDP) – 9,93 % | –                                                                                | [ 30 ]                      |
| Landkreis St. Wendel          |                             | |                                                                                  |                             |
| Landrat                       | Udo Recktenwald (CDU)       | Udo Recktenwald (CDU) – 65,19 % Réka Klein (SPD) – 25,39 % Bertram Kelkel (AfD) – 9,42 % | –                                                                                | [ 31 ]                      |
| Marpingen (Bürgermeister)     | Volker Peter Weber (SPD)    | Volker Peter Weber (SPD) – 63,5 % Frank Stefan Weirich (CDU) – 36,5 % | –                                                                                | [ 32 ]                      |
| Namborn (Bürgermeister)       | Sascha Hilpüsch (SPD)       | Sascha Hilpüsch (SPD) – 53,42 Frank Czehak (CDU) – 46,58 % | –                                                                                | [ 33 ]                      |
| Oberthal (Bürgermeister)      | Stephan Rausch (CDU)        | Björn Gebauer (SPD) – 54,6 % Thomas Conradi (CDU) – 45,4 % | –                                                                                | [ 34 ]                      |
| St. Wendel (Bürgermeister)    | Peter Klär (CDU)            | Peter Klär (CDU) – 61,78 % Marc André Müller (SPD) – 28,93 % Tobias Decker (FDP) – 5,02 % Uta Sullenberger (Grüne) – 4,26 %                                                                          | –                                                                                | [ 35 ]                      |

### Pannen und Unregelmäßigkeiten
- In Saarlouis kam es zu einer Neuauszählung der Stimmen bei der Oberbürgermeister- und Stadtratswahl, nachdem mehrere Wahlzettel zeitweise nicht auffindbar waren. Bei der Neuauszählung, die von Altomaro Locurcio (FWG) initiiert wurde, fanden sich weitere Unregelmäßigkeiten. So waren 50 Stimmen für Marc Speicher nicht gezählt worden. So rückten beide Kandidaten, die sich am 23. Juli einer Stichwahl stellen müssen, weiter zusammen.[22]
- Bei der Gemeinderatswahl in Schmelz wurden die Stimmzettel für die Ortsteile Primsweiler und Michelbach vertauscht. Die Stimmzettel mussten für ungültig erklärt werden. Dies hatte jedoch keinen Einfluss auf die Sitzverteilung.[36]
- Bei den Kommunalwahlen im Regionalverband Saarbrücken wurden 300 bis 450 Wahlscheine aus drei Briefwahlbezirken in Burbach doppelt verschickt und mussten ungültig erklärt werden.[37]
- Die Server des Zweckverbandes eGo Saar, die die Wahlsoftware Votemanager zur Verfügung stellte, brach unter der Last von bis zu 5 Millionen Zugriffen zusammen, so dass die Anzeige der Wahlergebnisse am Wahltag nur zeitverzögert angezeigt werden konnten.[38]